# 1337
Cette page concerne l'année 1337  du calendrier julien. Pour l'année 1337 av. J.-C., voir 1337 av. J.-C.  Pour les articles homonymes, voir 1337 (homonymie).
- Territoires anglais en 1337
- Royaume de France
- Possessions des Plantagenêts en 1180

L'année 1337 est une année commune qui commence un mercredi.

## Événements
- 16 mars : Édouard de Woodstock, le futur Prince noir, devient duc de Cornouailles[1]. Il devient le premier duc en Angleterre.

- 1er mai : prise de Tlemcen aux Abdalwadides par les Mérinides de Fès après deux ans de siège (fin en 1359)[2].

- 24 mai : à la suite des pressions que le roi d'Angleterre Édouard III exerce sur les Flandres, le roi de France Philippe VI de Valois reprend Bordeaux et la Guyenne, pour lesquelles il avait rendu hommage[3].
- 7 octobre : Édouard III, roi d'Angleterre, dénonce l'hommage prêté à Philippe VI de Valois et revendique la couronne de France[4] (il est le petit-fils de Philippe le Bel par sa mère Isabelle de France).
- 1er novembre : le roi de France Philippe VI de Valois reçoit les lettres de défi écrites par le roi d'Angleterre Édouard III le 19 octobre[5] : C'est le début de la guerre de Cent Ans entre la France et l'Angleterre (fin en 1453).
  - Édouard III souhaite obtenir en pleine souveraineté la possession de l’Aquitaine, ce que le roi de France ne peut accepter car elle sortirait alors de son royaume. Édouard III a également à protéger les villes drapières flamandes, sur lesquelles les deux royaumes ont des visées.
- 15 novembre : l'empereur germanique Louis IV donne à l'Ordre Teutonique le privilège impérial leur confiant la mission de conquérir la Lituanie et la Russie[6]. Gediminas parvient à les chasser.
- 28 décembre : révolution en Flandre menée par Jacob van Artevelde qui prend le pouvoir à Gand à la suite de l'embargo anglais sur les laines (fin en 1345)[7]. Le comte de Nevers est chassé en 1338.

- Empire du Mali : à la mort de Mansa Moussa, Mansa Maghan devient empereur du Mali (fin en 1341)[8]. L’empire du Mali s’étend de l’Atlantique à la rive orientale de la boucle du Niger et de la forêt à Teghaza au milieu du désert.

- Les Ottomans prennent Nicomédie (aujourd'hui Izmit)[9].
- Alexandre de Tver est autorisé par les Mongols de la Horde d'or à revenir à Tver[10].
- Condamnation de Guillaume d'Occam par l’Université de Paris[11].